# Émeute de Dublin (Géorgie)
L'émeute de Dublin est une série d'émeutes raciales violentes entre des membres blancs et noirs survenus à Dublin, en Géorgie, aux États-Unis, en juillet 1919.

## Violence raciale
Au cours d'une émeute raciale, un Afro-Américain local, Rob Ashely, a été accusé du meurtre d'un homme blanc et d'avoir blessé un autre homme le 6 juillet 1919. En prison, la communauté blanche locale a menacé de prendre d'assaut la prison et de lyncher Ashely. Ils ont été contrecarrés par un groupe communautaire noir armé qui avait été formé pour protéger la prison et empêcher un lynchage. Plus tard, une entreprise de quatre-vingt gardes à domicile a empêché de nouveaux problèmes, mais pendant des semaines, la situation a été tendue.

## Conséquences
Ce soulèvement a été l'un des nombreux troubles civils qui ont commencé lors de l'été rouge américain de 1919. Des attaques terroristes contre des communautés noires et des oppressions blanches dans plus de trois douzaines de villes et de comtés ont alors été commises. Dans la plupart des cas, des foules blanches ont attaqué des quartiers afro-américains. Dans certains cas, des groupes communautaires noirs ont résisté aux attaques, en particulier à Chicago et à Washington. La plupart des décès sont survenus dans les zones rurales lors d'événements comme le massacre d'Elaine en Arkansas, où environ 100 à 240 noirs et 5 Blancs ont été tués. Également en 1919, les émeutes raciales de Chicago et de Washington qui ont tué 38 et 39 personnes respectivement, et avec à la fois beaucoup plus de blessures non mortelles et d'importants dommages matériels atteignant des millions de dollars.